# James Debbah
James 'Salinsa' Debbah (Monrovia, 14 de dezembro de 1969) é um ex-futebolista profissional liberiano que atuava como atacante.

## Carreira
James Debbah representou o elenco da Seleção Liberiana de Futebol no Campeonato Africano das Nações de 2002.